# 小林真理 (フィギュアスケート選手)
小林 真理（こばやし まり）は、日本のフィギュアスケート選手（女子シングル）。東京都出身。同志社大学卒業。1989年、1990年、1991年世界ジュニア選手権代表。

## 経歴
1987年、全日本ジュニア選手権に出場し柏原由起子、八木沼純子に続いて3位に入る。1998年の全日本ジュニア選手権でも佐藤有香、八木沼に続いて2年連続で3位となる。
1989年、全日本ジュニア選手権で佐藤に続き2位となり、1989年世界ジュニア選手権代表に選出される。初出場となった世界ジュニア選手権では16位に終わる。1990年、全日本ジュニア選手権で井上怜奈、川崎由紀子に続いて3位となるも、2年連続で世界ジュニア選手権に選出が決まる。その世界ジュニア選手権では8位に入る。しかし、1991年の世界ジュニア選手権では26位に終わり、フリーに進むことは出来なかった。
1996年には全日本選手権の出場を果たし、7位となる。

## 主な戦績
| 大会/年              | 1987-88 | 1988-89 | 1989-90 | 1990-91 | 1991-92 | 1992-93 | 1996-87 |
| -------------------- | ------- | ------- | ------- | ------- | ------- | ------- | ------- |
| 世界ジュニア選手権   |         |         | 16      | 8       | 26      |         |         |
| 全日本選手権         |         |         |         |         |         |         | 7       |
| 全日本ジュニア選手権 | 3       | 3       | 2       | 3       |         |         |         |
| シェーファー記念     |         |         |         |         |         | 14      |         |